# Klo Rock
Der Klo Rock (norwegisch Klo ‚Klaue‘; in Chile Roca Le Cerf ‚Hirschfelsen‘; in Argentinien Islote Sudoeste ‚Südostinsel‘) ist ein Brandungspfeiler im Palmer-Archipel vor der Westküste Antarktischen Halbinsel. Er liegt im Mikkelsen Harbor von Trinity Island.
Die Benennung geht vermutlich auf den norwegischen Walfangkapitän Hans Engelbert Borge (1873–1946) zurück, der den Mikkelsen Harbor zwischen 1914 und 1915 vermessen hatte. Das UK Antarctic Place-Names Committee übertrug die norwegische Benennung im Jahr 1960 in die heutige Form.